# Erie County (New York)
Erie County je okres ve státě New York ve Spojených státech amerických. K roku 2010 zde žilo 919 040 obyvatel. Správním a největším městem okresu je Buffalo. Celková rozloha okresu činí 3 178 km².